# 江口啓
江口 啓（えぐち けい、1980年6月19日 - ）は、埼玉県出身の日本の柔道家。78kg超級の選手。現役時代の身長は173cm、体重103kg。

## 人物
笹目中学から西武台高校へ進むが、この当時大きな実績を上げることはなかった。1999年に東海大学へ進学すると、1年の時には全日本ジュニアの78kg超級で3位になった。2年の時には優勝大会でチームの優勝に貢献した。3年の時には優勝大会で3位だった。4年の時には全日本選手権の準決勝で筑波大学4年の薪谷翠に横四方固で敗れるも、3位入賞を果たした。優勝大会で2位にとどまった。
2003年には松前柔道クラブの所属となると、体重別で3位になった。ユニバーシアードでは個人戦の決勝で中国の劉霞に敗れて2位だったが、団体戦では優勝を飾った。福岡国際では78kg超級の決勝で劉霞、無差別では決勝で綜合警備保障の塚田真希にそれぞれ敗れて2位だった。2004年にはロシア国際とアジア選手権でそれぞれ3位となった。全日本選手権では準決勝でミキハウスの薪谷に有効で敗れるも2度目の3位になった。講道館杯でも決勝で薪谷に敗れて2位だった。福岡国際でも3位だった。2005年にはアメリカのアイダホ大学に留学する傍ら、柔道部の指導にもあたることになった。アメリカ国際で優勝したものの、講道館杯では再び決勝で薪谷に敗れた。2008年には留学先で知り合ったアメリカ人と結婚した。

## 主な戦績
(階級表記のない大会は全て78kg超級での成績)
- 1999年 - 全日本ジュニア 3位
- 2000年 - 優勝大会 優勝
- 2001年 - 松前カップ 78kg超級  優勝 無差別 優勝
- 2001年 - 優勝大会 3位
- 2002年 - 全日本選手権 3位
- 2002年 - 優勝大会 2位
- 2002年 - 環太平洋柔道選手権大会 優勝
- 2003年 - 体重別 3位
- 2003年 - ユニバーシアード 個人戦 2位 団体戦 優勝
- 2003年 - 福岡国際 78kg超級 2位 無差別 2位
- 2004年 - ロシア国際 3位
- 2004年 - 全日本選手権 3位
- 2004年 - アジア選手権 3位
- 2004年 - 講道館杯 2位
- 2004年 - 福岡国際 3位
- 2005年 - アメリカ国際 優勝
- 2005年 - 講道館杯 2位

(出典、JudoInside.com)。